# Militärmedizinische Akademie S. M. Kirow
Die Militärmedizinische Kirow-Akademie (russisch Военно-медицинская академия им. С. М. Кирова) ist eine militärische Hochschule in Russland mit dem Ehrennamen S. M. Kirow.

## Geschichte
Die Geschichte der Akademie reicht bis in das Jahr 1798 (nach einigen Berichten 1714) zurück. Damals wurde die Petersburger Medizinisch-Chirurgische Akademie gegründet, die 1881 in militärmedizinische Akademie umbenannt wurde. Sie war ein Ressort des Kriegsministeriums. 1884 hatte sie insgesamt 39 Hochschullehrer. Unter den 21 Lehrstuhlinhabern war je ein Professor für Zoologie, Physik, Anorganische Chemie und Organische Chemie. Zu den vier a.o. Professoren gehörten ein Pharmazeut und ein Botaniker. Unter den sechs Adjunktprofessoren war ein Mineraloge. Hinzu kamen zwei Adjunktlaborenten und sechs Prosektoren (2 für Anatomie, 2 für Pathologische Anatomie, 1 für Allgemeine Pathologie und 1 für Physiologie). Die Akademie hatte keinen Dekan, sondern einen sog. gelehrten Sekretär, zum Beispiel den Hygieniker Alexei P. Dobrosslawin. Die 803 Studenten verteilten sich auf den fünfjährigen Kursus. An der Akademie bestand die deutsche Studentenverbindung Nevania. Zu den bekannten Absolventen und Dozenten der Akademie gehörte beispielsweise der Mediziner, Chemiker und Komponist Alexander Borodin.
Neben der Frunse-Militärakademie war die Militärmedizinische Akademie 1918 eine der ersten, die nach der Oktoberrevolution ihre Arbeit aufnahmen. Zu dem Zeitpunkt hieß sie Militärmedizinische Akademie der Roten Armee und der Seekriegsflotte. Nach Sergei Mironowitsch Kirow wurde sie nach dessen Tod im Jahr 1934 benannt. 1956 wurden die Militärmedizinische Akademie und die Militärmedizinische Akademie der Seestreitkräfte zu einem Institut zusammengeführt. Der Sitz der Akademie befindet sich unverändert in Sankt Petersburg. Vorrangig werden Truppen- und Marineärzte ausgebildet. Mit ihren etwa 60 Lehrstühlen und Kliniken ist sie das wissenschaftliche Zentrum der theoretischen und klinischen Militärmedizin Russlands.

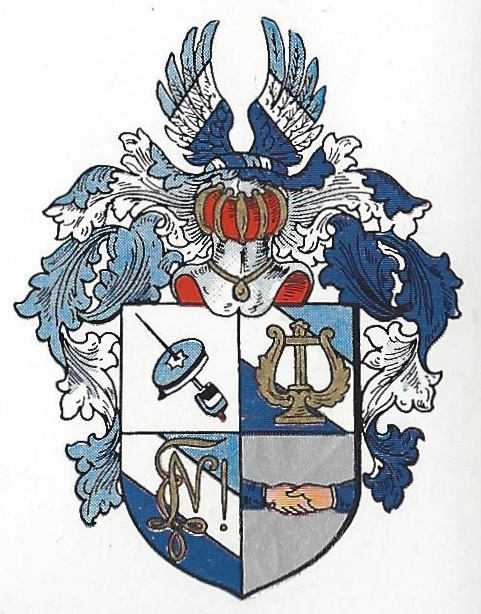
Nevania
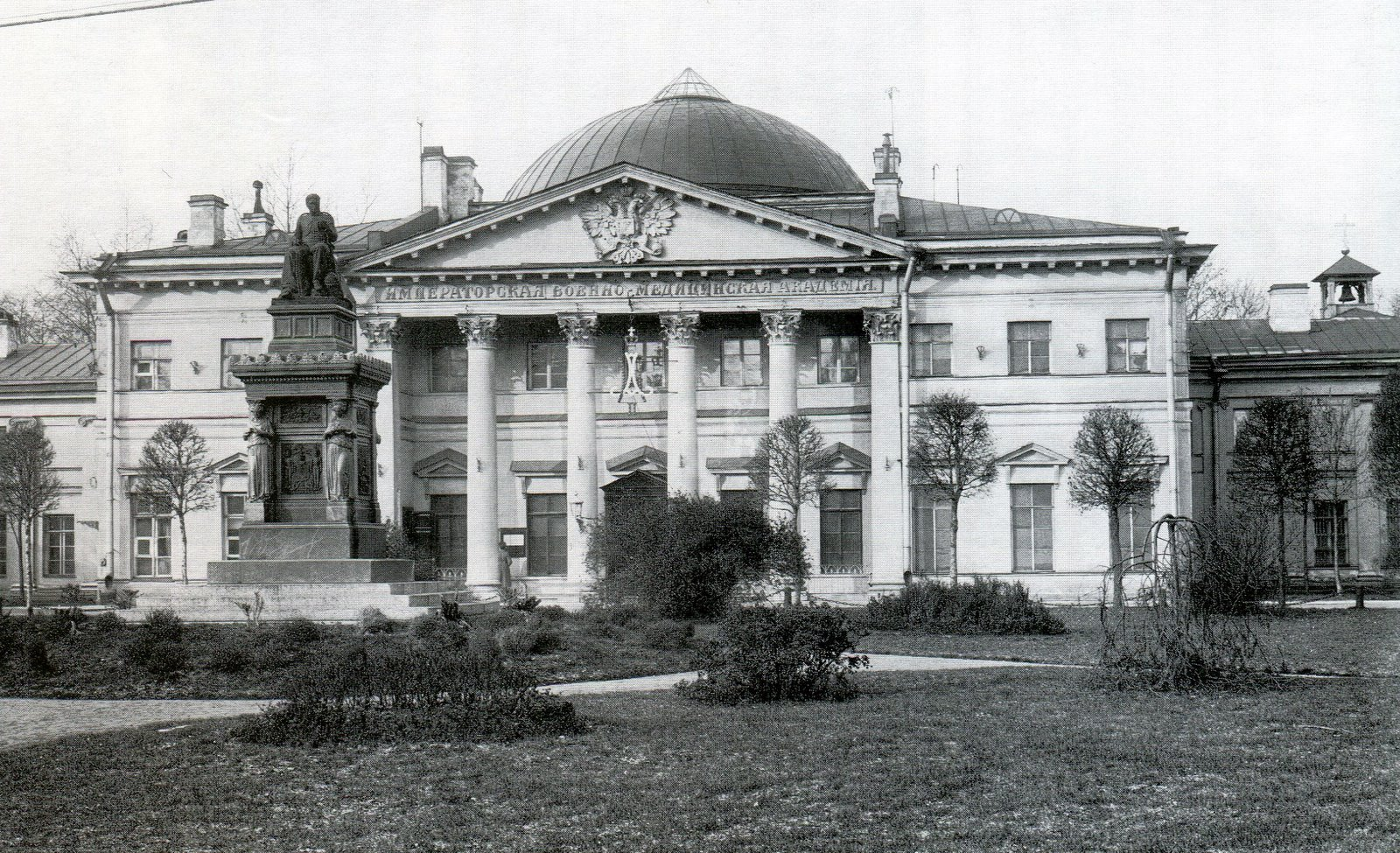
Hauptgebäude mit  Skulptur der Willie (1914)
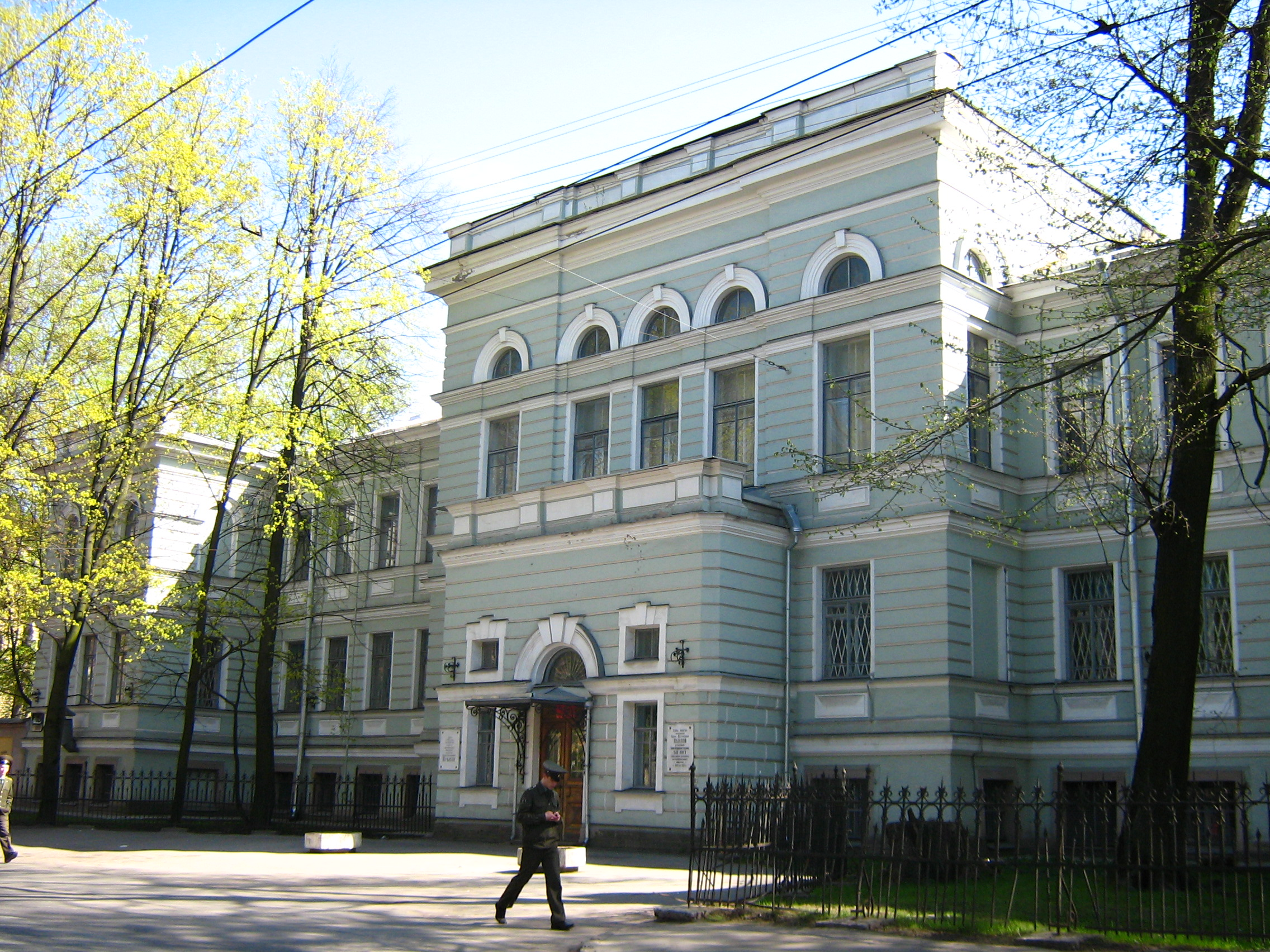
Lehrstuhl der normalen Physiologie, wo I.P.Pavlov unterrichtete
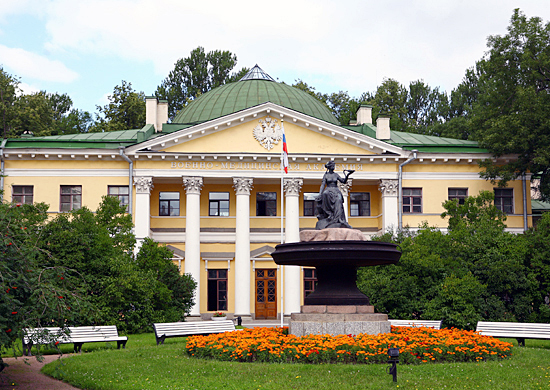
Hauptgebäude mit Skulptur der Gigea (2008)
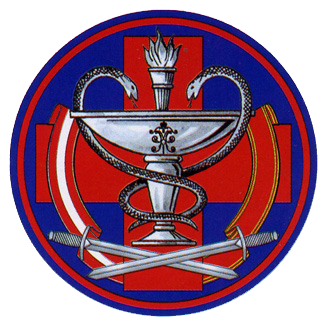
Ärmelabzeichen
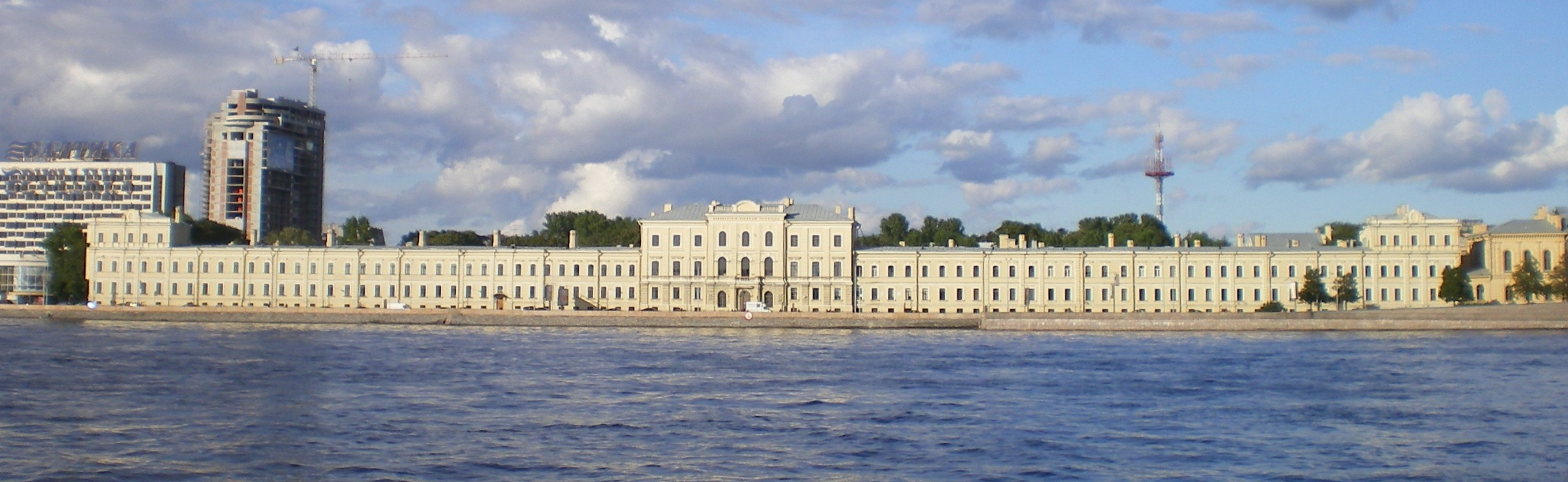
Akademiegebäude

## Auszeichnungen
Rotbannerorden

 Leninorden